# Elymnias ceramensis
Elymnias ceramensis är en fjärilsart som beskrevs av Martin 1909. Elymnias ceramensis ingår i släktet Elymnias och familjen praktfjärilar. Inga underarter finns listade i Catalogue of Life.